# Wilhelm Friedrich Domeier
Wilhelm Friedrich Domeier (* 27. August 1763 in Moringen; † 20. April 1815 in London) war  hannoveranischer Hofarzt.

## Leben
Er war der Sohn des Moringer Bürgermeisters Johann Gabriel Domeier.
1784 promovierte er an der Universität Göttingen zum Doktor der Medizin und wurde danach Medicus am englischen Hof in Hannover und Leibarzt zunächst des Prinzen Edward August und ab 1792 von dessen Bruder August Friedrich, den er 1794 auf dessen Reise nach Italien begleitete.
Am 27. Juni 1802 heiratete er die Schriftstellerin und Übersetzerin Lucie Bertrand, die er in Berlin kennengelernt hatte. Ein Sohn aus dieser Ehe (August Edward Domeier) kam am 18. Februar 1804 zur Welt.
Domeier veröffentlichte Arbeiten zu Pockenimpfung und Geschlechtskrankheiten, Aufsätze (u. a. über die Mineralquelle in Bad Nenndorf, animalischen Magnetismus und das in Nordamerika gefundene Skelett eines Mammuts) und übersetzte medizinische Werke aus dem Englischen und dem Lateinischen.

## Werke
- De viribus naturae medicatricibus in reparandis et coadunandis partibus corporis humani abscissis (1784, Dissertation)
- Fragmente über die Erkenntniss venerischer Krankheiten (1790; mit Georg von Wedekind)
- Hebung einiger Besorgnisse welche die Impfung der Kuhpocken etwa verursachen mögen (1802)
- Nachricht von einem in Nordamerika gefundenen vollständigen Gerippe eines Vierfüßlers, bisher häufig Mammoth oder Mammuth genannt. In: Neue Schriften der Gesellschaft naturforschender Freunde zu Berlin. Bd. 4, Nr. 6 (1803)

Übersetzungen:
- Ueber den Schlagfluß, vorzüglich der Nerven.  (1791) Übersetzung von De apoplexia praesertim nervea commentarius von Francesco Zuliani-Gibellini
- Ueber die Heilung der Krankheiten der Pferde und anderer Hausthiere, als: Kühe, Schafe und Hunde. Freie Teilübersetzung von The Outlines of the veterinary art von Delabere P. Blaine

## Ehrungen
- Ritter des Wasaordens